# بيلي كانون
بيلي كانون (بالإنجليزية: Billy Cannon) هو طبيب أسنان أمريكي، ولد في 2 أغسطس 1937 في فيلادلفيا في الولايات المتحدة، وتوفي في 20 مايو 2018 في سانت فرانسيسفيل في الولايات المتحدة.

## وصلات خارجية
- بيلي كانون على موقع مرجع كرة القدم المحترفة.كوم (الإنجليزية)
- بيلي كانون على موقع قاعة لويزيانا للمشاهير الرياضية (الإنجليزية)
- بيلي كانون على موقع إن إن دي بي (الإنجليزية)